# Prix littéraires du Gouverneur général 1992
Liste des Prix littéraires du Gouverneur général pour 1992, chacun suivi des finalistes.

## Français

### Prix du Gouverneur général: romans et nouvelles de langue française
- Anne Hébert, L'enfant chargé de songes
- Lise Bissonnette, Marie suivait l'été
- Louis Lefebvre, Guanahani
- Gilles Pellerin, Je reviens avec la nuit
- Louise Simard, La Très Noble Demoiselle

### Prix du Gouverneur général: poésie de langue française
- Gilles Cyr, Andromède attendra
- Paul Bélanger, Retours suivi de Minuit, l'aube
- Yves Boisvert, La Balance du vent
- Pierre Ouellet, Fonds suivi de Faix
- Jean-Noël Pontbriand, Lieux - Passages

### Prix du Gouverneur général: théâtre de langue française
- Louis-Dominique Lavigne, Les Petits Orteils
- Dominic Champagne, La Cité interdite
- Robert Claing, Anna
- Marie Laberge, Pierre ou la consolation
- Marthe Mercure, Tu faisais comme un appel

### Prix du Gouverneur général: études et essais de langue française
- Pierre Turgeon, La Radissonie. Le pays de la baie James
- Gilles Boileau, Le Silence des Messieurs. Oka, terre indienne
- Jean Marcel, Pensées, passions et proses
- Pierre Morency, Lumière des oiseaux
- Louis Sabourin, Passion d'être, désir d'avoir

### Prix du Gouverneur général: littérature jeunesse de langue française - texte
- Christiane Duchesne, Victor
- Linda Brousseau, Coups durs pour une sorcière
- Dominique Demers, Un hiver de tourmente
- Esther Rochon, L'Ombre et le Cheval
- Daniel Sernine, Les Rêves d'Argus

### Prix du Gouverneur général: littérature jeunesse de langue française - illustration
- Gilles Tibo, Simon et la ville de carton
- Honey Fox, Le Bébé de Lulu
- Pierre Pratt, Léon sans son chapeau
- Daniel Sylvestre, Mais qui va trouver le trésor?

### Prix du Gouverneur général: traduction de l'anglais vers le français
- Jean Papineau, La Mémoire postmoderne
- Marie-Luce Constant, Les Princes marchands
- Hervé Juste, Le Canada aux enchères
- Michèle Marineau, Le Monde merveilleux de Marigold

## Anglais

### Prix du Gouverneur général: romans et nouvelles de langue anglaise
- Michael Ondaatje, The English Patient (L'Homme flambé)
- Sandra Birdsell, The Chrome Suite
- Archie Crail, The Bonus Deal
- John Steffler, The Afterlife of George Cartwright
- Sheila Watson, Deep Hollow Creek

### Prix du Gouverneur général: poésie de langue anglaise
- Lorna Crozier, Inventing the Hawk
- Evelyn Lau, Oedipal Dreams
- Laura Lush, Hometown
- Steve McCaffery, Theory of Sediment
- Kathleen McCracken, Blue Light, Bay and College

### Prix du Gouverneur général: théâtre de langue anglaise
- John Mighton, Possible Worlds and A Short History of Night
- Daniel Brooks et Guillermo Verdecchia, The Noam Chomsky Lectures
- Dave Carley, Writing With Our Feet
- Judith Thompson, Lion in the Streets
- Dianne Warren, Serpent in the Night Sky

### Prix du Gouverneur général: études et essais de langue anglaise
- Maggie Siggins, Revenge of the Land: A Century of Greed, Tragedy and Murder on a Saskatchewan Farm
- Michael Bliss, Plague: A Story of Smallpox in Montreal
- Ken Cuthbertson, Inside: The Biography of John Gunther
- Michael R. Marrus, Mr. Sam: The Life and Times of Samuel Bronfman

### Prix du Gouverneur général: littérature jeunesse de langue anglaise - texte
- Julie Johnston, Hero of Lesser Causes
- Margaret Buffie, My Mother's Ghost
- John Ibbitson, 1812: Jeremy and the General
- Thomas King, A Coyote Columbus Story
- Kit Pearson, Looking at the Moon

### Prix du Gouverneur général: littérature jeunesse de langue anglaise - illustration
- Ron Lightburn, Waiting for the Whales
- Eric Beddows, Zoom Upstream
- Suzanne Duranceau, Hickory, Dickory, Dock
- Maryann Kovalski, The Big Storm
- Mireille Levert, When Jeremiah Found Mrs. Ming

### Prix du Gouverneur général: traduction du français vers l'anglais
- Fred A. Reed, Imagining the Middle East
- Neil B. Bishop, Death of the Spider
- Sheila Fischman, Felicity's Fool
- Luise von Flotow, Deathly Delights
- Agnes Whitfield, Divine Diva